# Álex Bergantiños
Alejandro ("Álex") Bergantiños García (A Coruña, 7 juni 1985) is een Spaans voormalig voetballer die doorgaans speelde als middenvelder. Tussen 2008 en 2023 was hij actief voor Deportivo La Coruña, Xerez, Granada, Gimnàstic en Sporting Gijón.

## Clubcarrière
Bergantiños speelde in de jeugd bij Imperátor OAR en daarna in de opleiding van Deportivo La Coruña, waarvoor hij speelde in het belofteteam. In 2008 werd hij verhuurd aan Xerez. Gedurende de verhuurperiode was hij een basisspeler bij de ploeg die kampioen werd in de Segunda División, waarmee Xerez dus promoveerde. Het jaar erop werd de middenvelder opnieuw op huurbasis gestald bij de club. Aan het einde van het seizoen degradeerde de Andalusische club direct weer. Bergantiños werd in het seizoen 2010/11 verhuurd aan Granada. In een half jaar speelde hij mee in zes competitiewedstrijden, waarvan één complete wedstrijd, en in de winterstop keerde hij terug naar Deportivo. Dat verhuurde hem direct opnieuw, nu aan Gimnàstic. Een half jaar en tweeëntwintig competitiewedstrijden later keerde de Spanjaard terug naar Deportivo. Met die club schipperde hij drie jaar lang tussen de Primera División en het tweede niveau. Vanaf zijn terugkeer kreeg Bergantiños een belangrijke rol in het eerste elftal van de club. Het seizoen 2017/18 bracht de middenvelder door op huurbasis bij Sporting Gijón. In juni 2023 besloot Bergantiños aan het einde van het seizoen op achtendertigjarige leeftijd een punt te zetten achter zijn actieve loopbaan.

## Clubstatistieken
| Seizoen | Club                | Competitie       | Competitie | Competitie | Beker | Beker | Internationaal | Internationaal | Totaal | Totaal |
| Seizoen | Club                | Competitie       | Wed.       | Dlp.       | Wed.  | Dlp.  | Wed.           | Dlp.           | Wed.   | Dlp.   |
| ------- | ------------------- | ---------------- | ---------- | ---------- | ----- | ----- | -------------- | -------------- | ------ | ------ |
| 2007/08 | Deportivo La Coruña | Primera División | 0          | 0          | 0     | 0     | —              | —              | 0      | 0      |
| 2008/09 | → Xerez             | Segunda División | 30         | 0          | 0     | 0     | —              | —              | 30     | 0      |
| 2009/10 | → Xerez             | Primera División | 26         | 0          | 2     | 0     | —              | —              | 28     | 0      |
| 2010/11 | → Granada           | Segunda División | 6          | 0          | 1     | 0     | —              | —              | 7      | 0      |
| 2010/11 | → Gimnàstic         | Segunda División | 22         | 1          | 0     | 0     | —              | —              | 22     | 1      |
| 2011/12 | Deportivo La Coruña | Segunda División | 42         | 3          | 1     | 0     | —              | —              | 43     | 3      |
| 2012/13 | Deportivo La Coruña | Primera División | 29         | 1          | 0     | 0     | —              | —              | 29     | 1      |
| 2013/14 | Deportivo La Coruña | Segunda División | 37         | 0          | 1     | 0     | —              | —              | 38     | 0      |
| 2014/15 | Deportivo La Coruña | Primera División | 33         | 0          | 1     | 0     | —              | —              | 34     | 0      |
| 2015/16 | Deportivo La Coruña | Primera División | 22         | 2          | 2     | 0     | —              | —              | 24     | 2      |
| 2016/17 | Deportivo La Coruña | Primera División | 8          | 1          | 1     | 0     | —              | —              | 9      | 1      |
| 2017/18 | → Sporting Gijón    | Segunda División | 38         | 1          | 2     | 0     | —              | —              | 40     | 1      |
| 2018/19 | Deportivo La Coruña | Segunda División | 38         | 2          | 0     | 0     | —              | —              | 38     | 2      |
| 2019/20 | Deportivo La Coruña | Segunda División | 38         | 1          | 1     | 0     | —              | —              | 39     | 1      |
| 2020/21 | Deportivo La Coruña | Primera División | 21         | 0          | 2     | 0     | —              | —              | 23     | 0      |
| 2021/22 | Deportivo La Coruña | Primera División | 35         | 1          | 1     | 0     | —              | —              | 36     | 1      |
| 2022/23 | Deportivo La Coruña | Primera División | 22         | 0          | 1     | 0     | —              | —              | 23     | 0      |
| Totaal  | Totaal              | Totaal           | 447        | 13         | 16    | 0     | 0              | 0              | 463    | 13     |

## Erelijst
| Competitie          |        |         |       |       |
| Competitie          | Aantal | Jaren   |       |       |
| Xerez               | Xerez  | Xerez   | Xerez | Xerez |
| ------------------- | ------ | ------- | ----- | ----- |
| Segunda División    | 1      | 2008/09 |       |       |
| Deportivo La Coruña |        |         |       |       |
| Segunda División    | 1      | 2011/12 |       |       |